# Награди „Оскар“ (31-ва церемония)
Тридесет и първата церемония по връчване на филмовите награди „Оскар“ се провежда на 6 април 1959 година. На нея се връчват призове за най-добри постижения във филмовото изкуство за предходната 1958 година. Представлението за пореден път е проведено в театъра на импресариото Александър Пантаджес „РКО Пантаджес“ в Лос Анджелис. Водещ на събитието е шоумена Джери Люис.
Големият победител на вечерта е мюзикъла „Джиджи“ на режисьора Винсънт Минели с 9 номинации в различните категории, печелейки всичките 9 от тях. С това, филмът подобрява постижението на „Отнесени от вихъра“ (1939), „Оттук до вечността“ (1953) и „На кея“ (1954), които вземат по 8 статуетки. Сред останалите основни заглавия са „Непокорните“ на Стенли Крамър, „Отделни маси“ на Делбърт Ман, „Искам да живея!“ на Робърт Уайз и класиката „Котка върху горещ ламаринен покрив“ на Ричард Брукс.
След четири номинации за най-добра главна женска роля, на петия път актрисата Сюзън Хейуърд най-после спечелва статуетката.
В категорията за чуждоезични филми, след двата поредни триумфа на филми на Федерико Фелини, на настоящата церемония призът печели френската продукция „Моят чичо“ на Жак Тати.

## Филми с множество номинации и награди
| Долуизброените филми получават повече от 2 номинации в различните категории за настоящата церемония: - 9 номинации: „Непокорните“, „Джиджи“ - 7 номинации: „Отделни маси“ - 6 номинации: „Леля Мейм“, „Котка върху горещ ламаринен покрив“, „Искам да живея!“ - 5 номинации: „Някои дотичаха“ - 3 номинации: „Уверена усмивка“, „Старецът и морето“, „Южен Тихи океан“, „Младите лъвове“ | Долуизброените филми получават повече от 1 награда „Оскар“ на настоящата церемония:. - 9 статуетки: „Джиджи“ - 2 статуетки: „Непокорните“, „Отделни маси“ |

## Номинации и награди
Долната таблица показва номинациите за наградите в основните категории. Победителите са изписани на първо място с удебелен шрифт.
| Най-добър филм | Най-добър режисьор |
| --- | --- |
| - Джиджи - Котка върху горещ ламаринен покрив - Леля Мейм - Отделни маси - Непокорните | - Винсънт Минели – Джиджи - Ричард Брукс – Котка върху горещ ламаринен покрив - Робърт Уайз – Искам да живея! - Стенли Крамър – Непокорните - Марк Робсън – Страноприемницата на шестото щастие                          |
| Най-добра мъжка роля | Най-добра женска роля |
| - Дейвид Нивън – Отделни маси - Пол Нюман – Котка върху горещ ламаринен покрив - Тони Къртис – Непокорните - Сидни Поатие – Непокорните - Спенсър Трейси – Старецът и морето                                                   | - Сюзън Хейуърд – Искам да живея! - Розалинд Ръсел – Леля Мейм - Елизабет Тейлър – Котка върху горещ ламаринен покрив - Дебора Кар – Отделни маси - Шърли Маклейн – Някои дотичаха                                       |
| Най-добра поддържаща мъжка роля | Най-добра поддържаща женска роля |
| - Бърл Айвс – Голямата страна - Артър Кенеди – Някои дотичаха - Гиг Йънг – Любимецът на учителя - Лий Джей Коб – Братя Карамазови - Тиъдор Бикъл – Непокорните                                                                 | - Уенди Хилър – Отделни маси - Пеги Кас – Леля Мейм - Морийн Стейпълтън – Самотни сърца - Марта Хайър – Някои дотичаха - Кара Уилямс – Непокорните                                                                       |
| Най-добър оригинален сценарий | Най-добър адаптиран сценарий |
| - Непокорните – Недрик Йънг и Харолд Джейкъб Смит - Лодката къща – Мелвил Шейвъсън и Джак Роуз - Учителският любимец – Фей Канин и Майкъл Канин - Богинята – Пади Чайефски - The Sheepman – Уилям Боуърс и Джеймс Едуард Грант | - Джиджи – Алан Джей Лърнър - Котка върху горещ ламаринен покрив – Ричард Брукс и Джеймс По - Искам да живея! – Дон Манкевич и Нелсън Гидинг - Отделни маси – Джон Гей и Терънс Ратиган - От първоизточника – Алек Гинес |
| Най-добър чуждоезичен филм | |
| - Моят чичо (Франция) - Герои (Германия) - Неизвестни извършители (Италия) - Едногодишен път (Югославия) - Отмъщение (Испания)                                                                                                 | |